# عکس

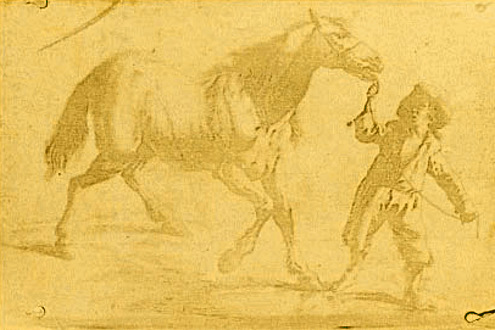
اولین محصول شناخته شده بقایای فرایند ژوزف نیسه‌فور نیپس هلیوگرافی، ۱۸۲۵. این یک جوهر بر روی کاغذ است و یک حکاکی فلانتی قرن هفدهم را بازتولید می‌کند که مردی را نشان می‌دهد که اسب را هدایت می‌کند..

عَکس (برگرفته از واژه هندواروپایی haksi) یا فتوگراف (به انگلیسی: Photograph) گونه‌ای تصویر است که بر اثر تابش نور بر یک سطح حساس به نور (معمولاً فیلم عکاسی یا یک تصویرساز الکترونیکی مانند دستگاه جفت‌کننده بار یا تراشهٔ سیموس (به انگلیسی: CMOS) به‌دست می‌آید. بیشتر فرتورها با استفاده از دوربین آنالوگ گرفته می‌شوند. دوربین آنالوگ از لنز برای واضح‌سازی طول موج‌های مرئیِ نور در بازتولیدی که برای چشمان انسان دیدنی باشد استفاده می‌کند. فرایند ساخت فرتور را عکاسی می‌گویند. نخستین فرتور در سال ۱۸۲۶ یا ۱۸۲۷ م. به‌دست ژوزف نیسه‌فور نیپس ثبت شد. واژه فوتوگراف در سال ۱۸۳۹ توسط سر جان هرشل ابداع شده‌است و برگرفته از یونانی (φῶς (phos به معنای «نور، درخشش، روشنایی» و (γραφή (Graphê به معنی «نگارش، نوشتن» با هم به معنی «نگارش با پرتو» است. نباید عکس (فرتور) را با تصویر (انگاره) اشتباه بگیریم؛ عکس (جز) نام دسته‌ای از تصویرها (کل) است.

## تاریخچه

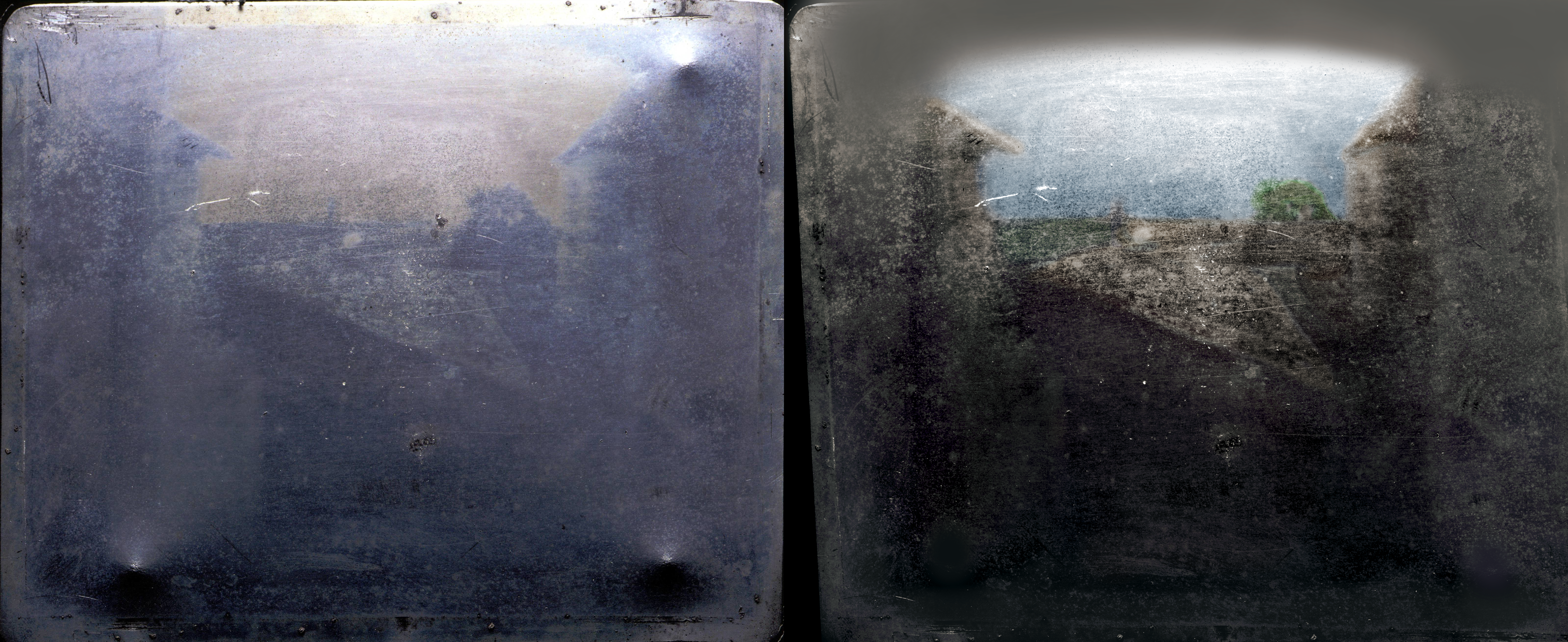
اصطبل و کبوترخانه (۱۸۲۶ یا ۱۸۲۷), گرفته شده توسط ژوزف نیسه‌فور نیپس، اولین عکس شناخته شده باقی مانده از یک صحنه در دنیای واقعی، تولید شده به‌وسیلهٔ دوربین تاریک‌خانه‌ای. اصلی (چپ) & رنگ‌آمیزی فیلم پیشرفت مجدد (راست).

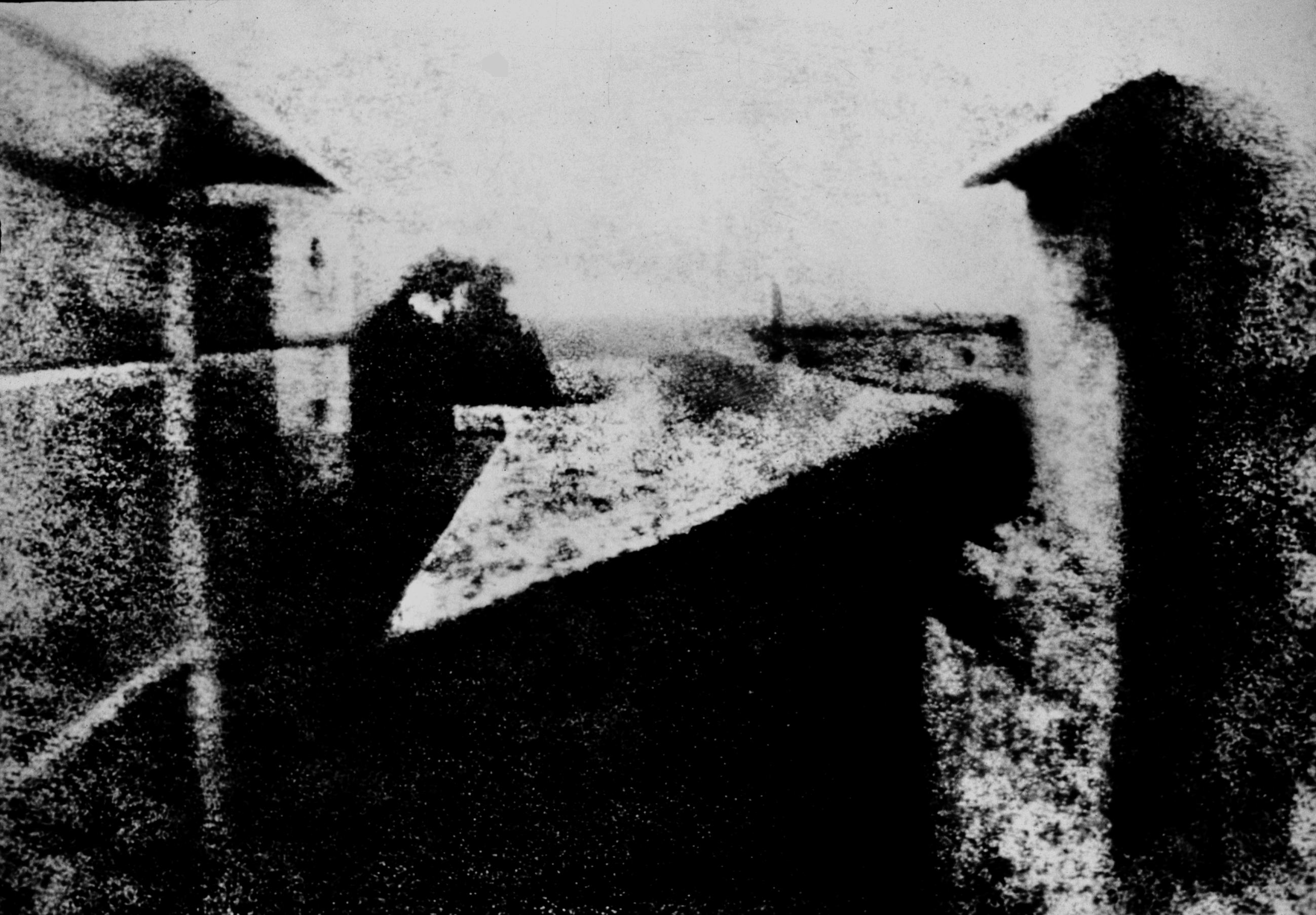
نمایی از پنجره، اصطبل و کبوترخانه، نخستین عکس ثبت شده در دنیا

اولین عکس دائمی، یک کپی حکاکی شده در معرض تماس، در سال ۱۸۲۲ با استفاده از فرایند «هلیوگرافی» مبتنی بر قیر ساخته شده توسط ژوزف نیسه‌فور نیپس ساخته شده‌است. اولین عکس‌های یک صحنه در دنیای واقعی، که با استفاده از یک تاریک‌خانه ساخته شده‌است، چند سال بعد دنبال شد، اما روند Niepp به اندازه کافی حساس نبود که برای آن برنامه کاربردی باشد: قرار گرفتن در معرض دوربین برای ساعت‌ها یا روزها طول می‌کشد. در سال ۱۸۲۹، نیپس با لوئی داگر مشارکت کرد تا روشی مشابه اما حساس‌تر و بهبود یافته را انجام دهند. پس از مرگ نیپس در سال ۱۸۳۳، داگور روی گزینه‌های مبتنی بر هالید نقره متمرکز شد. وی یک ورق مس با روکش نقره را در معرض بخار ید قرار داد و لایه‌ای از یدید نقره حساس به نور ایجاد کرد. برای چند دقیقه آن را در دوربین قرار داد. تصویر پنهان نامرئی حاصل را در معرض دید با دود جیوه ایجاد کرد. سپس بشقاب را در یک محلول نمک داغ شست تا یدید نقره باقی‌مانده از آن خارج شود و این کار را سریع انجام داد. وی، این نخستین روند عملی برای ساختن عکس با دوربین را با بهره‌گیری از نام خودش داگرئوتایپ نام‌گذاری کرد. وجود آن در ۷ ژانویه ۱۸۳۹ به جهانیان اعلام شد، اما جزئیات کار تا ۱۹ اوت علنی نشد. مخترعان دیگر به زودی پیشرفت‌هایی را انجام دادند که مدت زمان قرار گرفتن در معرض مورد نیاز را از چند دقیقه به چند ثانیه کاهش داد و این امر باعث شد که عکاسی پرتره واقعاً کاربردی و بسیار پرطرفدار باشد.
داگرئوتایپ کاستی‌هایی داشت، به خصوص شکنندگی سطح تصویر آینه مانند و شرایط خاص مشاهده برای نمایش مناسب تصویر. هر کدام از اینها یک مات منحصر به فرد مثبت بود که تنها با کپی کردن آن با دوربین می‌توان آن را تکثیر کرد. مخترعان در مورد کار با فرآیندهای بهبود یافته عملی‌تر عمل کردند. در اواخر دهه ۱۸۵۰، داگرئوتایپ جایگزین آمبروتایپ و تینتایپ ارزان‌تر و راحت‌تر شد، که باعث می‌شود از فرایند کالدیون استفاده شود. نگاتیوهای مربوط به جمع‌آوری صفحه شیشه‌ای که برای ساختن چاپ روی کاغذ آلبومین مورد استفاده قرار می‌گرفت، به زودی به روش عکاسی ارجح تبدیل شدند و سال‌ها حتی پس از معرفی فرایند مناسب‌تر ژلاتین در سال ۱۸۷۱، این موقعیت را نگه داشتند. -هر چند فرایند عکاسی تا به امروز، در درجه اول در حساسیت امولسیون و مواد پشتیبانی استفاده شده، که در ابتدا شیشه بود، متفاوت است، سپس انواع فیلم‌های پلاستیکی قابل انعطاف، به همراه انواع مختلف کاغذ برای چاپ‌های نهایی ارائه شدند.

## انواع عکس

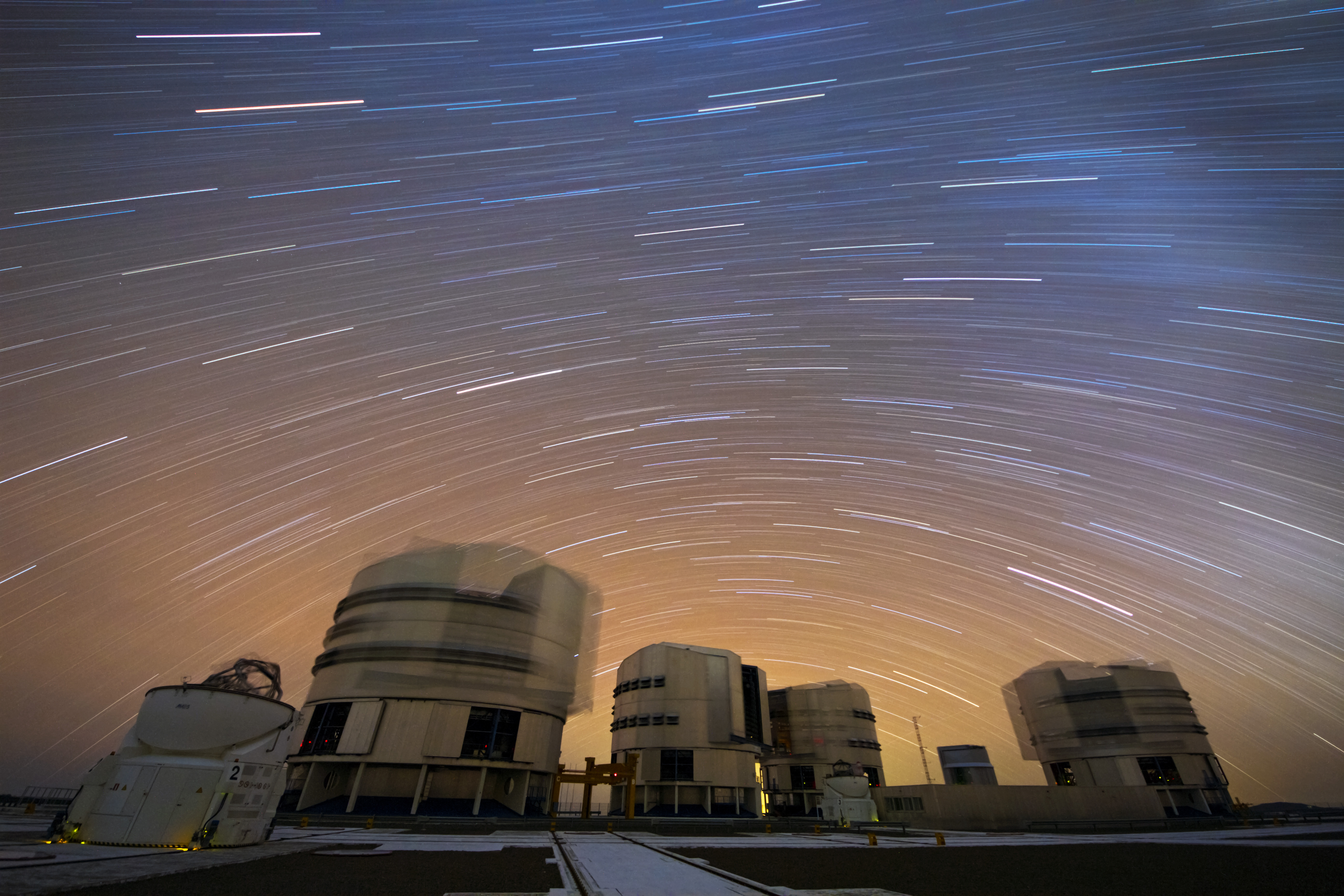
عکاسی در معرض نوردهی طولانی از یک تلسکوپ بزرگ و ستارگان

عکسهای غیر دیجیتالی با یک فرایند شیمیایی دو مرحله‌ای تولید می‌شوند. در فرایند دو مرحله‌ای، فیلم حساس به نور یک تصویر نگاتیو را ضبط می‌کند (رنگ‌ها و نورها / تیرگی‌ها وارونه می‌شوند). برای تولید یک تصویر کامل، نگاتیو معمولاً ("چاپ شده") روی کاغذ عکاسی منتقل می‌شود. از چاپ نگاتیو روی فیلم شفاف برای ساخت فیلم‌های فیلمبرداری استفاده می‌شود.

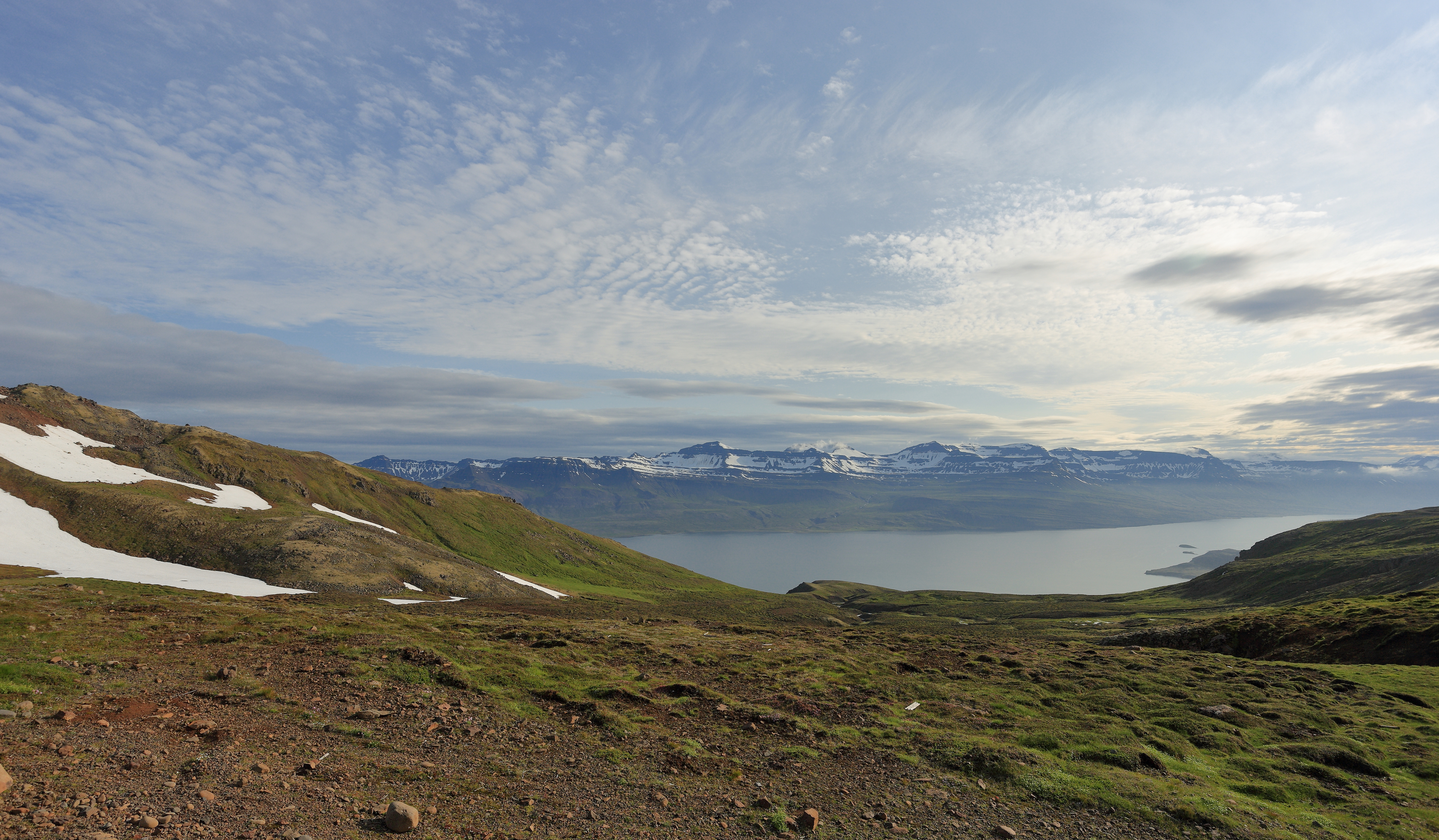
عکسی از مناظر ایسلندی که توسط دوربین شخصی گرفته شده است

از طرف دیگر، این فیلم برای وارونه کردن تصویر نگاتیو پردازش می‌شود و دارای شفافیت مثبت است. چنین تصاویری معمولاً در فریم‌هایی نصب می‌شوند که اسلاید نامیده می‌شوند. قبل از پیشرفت‌های اخیر در عکاسی دیجیتال، شفافیت‌ها به دلیل وضوح و دقت در ترسیم رنگ، مورد استفاده حرفه‌ای قرار می‌گرفتند. بیشتر عکس‌های منتشرشده در مجلات با فیلم شفافیت رنگی گرفته شده‌اند.
در ابتدا، تمام عکس‌ها به صورت تک‌رنگ یا با رنگ‌ کردن به‌صورت دستی بودند. اگرچه روش‌هایی برای تهیه عکس‌های رنگی از اوایل سال ۱۸۶۱ در دسترس بودند، اما تا دهه ۱۹۴۰ یا ۱۹۵۰ به‌طور گسترده‌ای در دسترس نبودند و حتی به همین ترتیب، تا دهه ۱۹۶۰ بیشتر عکس‌ها به رنگ سیاه و سفید گرفته شد. از آن زمان، عکاسی رنگی در عکاسی محبوب شده‌است، اگرچه هنوز از عکاسی سیاه و سفید استفاده می‌شود.

## نگهداری
- پوشه‌های کاغذ
- محفظه پلی استر
- رسیدگی و مراقبت

## اسطوره‌ها و اعتقادات
از آنجا که داگرئوتایپ‌ها بر روی یک سطح آینه انجام می‌شدند، بسیاری از روحانیون نیز به استفاده از عکاسی روی آوردند. روحانیون (معتقد به ارتباط با ارواح) ادعا می‌کردند که تصویر انسان روی سطح آینه، شبیه به جستجوی روح شخص است. روحانیون همچنین معتقد بودند که روح آنها را باز خواهد کرد و به شیاطین اجازه ورود می‌دهد. در بین مسلمانان، این کار پسندیده نیست  که روبه روی محلی که با عکس‌ها تزئین شده‌است، عبادت انجام دهند. ناهنجاری‌های عکاسی و تاریک و مصنوعات گاهی بینندگان را به این باور می‌رساند که ارواح یا شیاطین در عکس‌ها ضبط شده‌اند.